# В один из волшебных вечеров (Симпсоны)
«Some Enchanted Evening» (с англ. — «В один из волшебных вечеров») — заключительная, тринадцатая серия первого сезона сериала «Симпсоны». Впервые вышла 13 мая 1990 года на телеканале «Fox».

## Сюжет
Мардж заметила, что её никто не ценит, в особенности Гомер. Оставшись одна, она решает позвонить доктору Марвину Монро на радио и пообщаться с ним о своих проблемах. Он говорит ей, что она должна сказать Гомеру обо всём, что «наболело у неё на душе», а если он не обратит на неё и после этого должного внимания, то она должна уйти от него.
Гомер, работавший в это время на АЭС, услышал разговор Мардж, и после этого весь вечер не решался пойти домой, сидя в таверне у Мо. В конце концов сам Мо советует Гомеру пойти с Мардж в какой-нибудь ресторан, а потом провести ночь в мотеле, оставив детей дома. Гомер соглашается с ним.
Тем временем Мардж ждёт Гомера, но, когда он появляется с розой и коробкой конфет, она тут же прощает его и соглашается поехать с ним в мотель. Уходя, они позвонили в службу ухода за детьми, чтобы им прислали няню, причём им приходится врать, что они не Симпсоны, а Сампсоны (поскольку Симпсоны находятся в чёрном списке этой фирмы).
К детям пришла няня, представившаяся мисс Батс. Она включила для Барта и Лизы кассету «Счастливые эльфы», а сама пошла на второй этаж укладывать Мэгги. Барту надоедает смотреть этот мультфильм, и он включает передачу «Самые опасные преступники Америки», где говорилось о грабительнице, которая работает няней, и пока дома нет взрослых, связывает детей и крадёт из дома всё, что можно вынести. На фотороботе няни-грабительницы, показанной в той передаче, была изображена мисс Батс, являющаяся, таким образом, той самой преступницей. В то же время мисс Батсуковски (настоящее имя преступницы) связала Барта и Лизу, а потом заклеила Барту рот скотчем и пошла дальше обворовывать дом. Мегги вылезла из кроватки и развязала Барта с Лизой. На обратном пути она оступилась и издала звук. Няня-грабительница услышала и решила связать и её, но в её комнате Барт в темноте оглушил преступницу. Они связали её, заклеили рот скотчем и положили перед телевизором. А затем позвонили в полицию.
Мардж с Гомером в это время проводили ночь в мотеле, но, когда Мардж позвонила домой, ей никто не ответил, и они решают вернуться. Приехав домой, они не нашли Барта и Лизу, звонящих в это время в полицию по городскому таксофону, но зато нашли связанную мисс Батс, и, так как они думали, что это были шалости детей, они отпустили мисс Батс не только со всем украденным, но ещё и с тройной платой, чтобы у неё «не осталось неприятного осадка». Через секунду приезжает телевидение и полиция, которых Гомер уверяет в том, что его единоборство с мисс Батс было похоже на бои Брюса Ли. В результате Симпсонов обокрали, преступница сбежала, а единственной радостью Гомера был тот факт, что он вырастил детей, способных обезвредить опасную преступницу.